# قلعه شیخی
قلعه شیخی (به لاتین: Qalaşıxı، تا ۵ اکتبر ۱۹۹۹ دیب Dib) یک منطقه مسکونی در جمهوری آذربایجان است که در شهرستان سیاه‌زن واقع شده است.